# دوار أولاد سي أحمد
دوار أولاد سي أحمد هو دوار يتبع لجماعة أولاد عيسى في إقليم الجديدة في غرب وسط المغرب.

## السكان
يبلغ عدد سكان الدوار أقل من 500 نسمة، وهم عرب وأغلبهم مسلمون.

## الاقتصاد
يعتمد اقتصاد المنطقة على ما توفره الطبيعة حيث يشتغل الكثير في مجالي الزراعة والصيد البحري وهناك بعض الأسر تعمل في الصحراء الغربية.

## التعليم
لا توجد مدرسة في الدوار إنما يذهب التلاميذ إلى مدرسة إبتدائية في دوار ملاصق اسمه الخماملة. عندما يصل التلاميذ إلى المستوى الإعدادي ينتقلون إلى المدرسة الإعدادية في جماعة أولاد عيسى. ومن أجل التعليم الثانوي ينتقلون إلى جماعة أولاد غانم أو جماعة أخرى.

## السياحة
هناك شاطئ قريب من الدوار هو شاطئ سيدي بلخير يؤمه المصطافون وهناك معلم أثري في الدوار اسمه «دار كرو».